# Tứ pháp

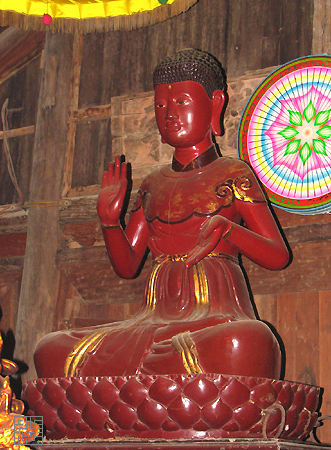
Tượng Pháp Vũ tại chùa Keo (Hà Nội)

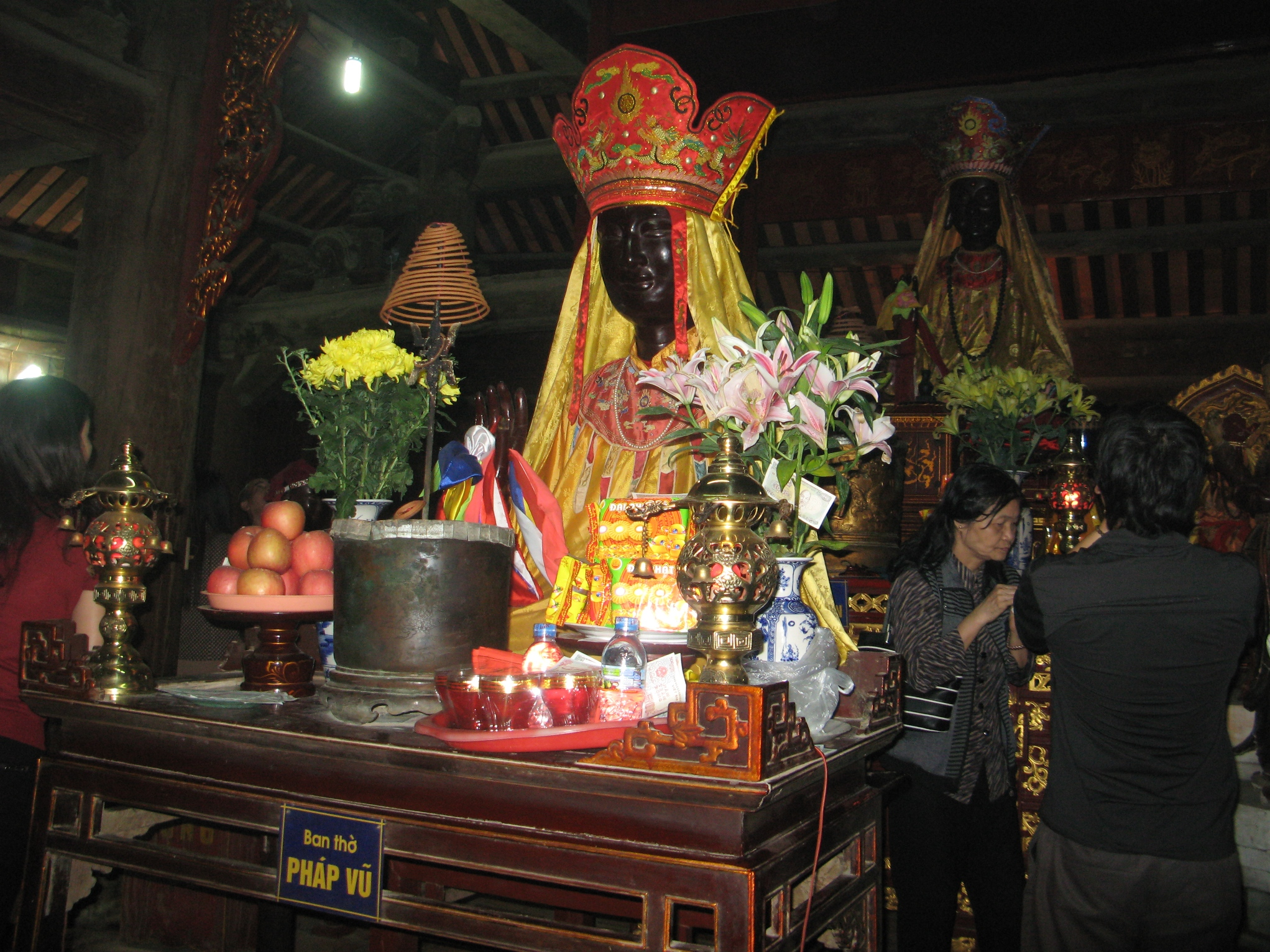
Tượng Pháp Vân, ở Chùa Dâu, Bắc Ninh

Tứ Pháp (Chữ Hán: 四法) là các vị Phật - Bồ Tát có nguồn gốc từ các nữ thần trong tín ngưỡng dân gian Việt Nam gồm: Mây - Mưa - Sấm - Chớp, đại diện cho các hiện tượng tự nhiên có vai trò quan trọng trong xã hội nông nghiệp. Các vị Tứ Pháp vừa là Phật, vừa là Bồ Tát, vừa là Thần, lại mang nữ tính. Vì vậy, tín ngưỡng Tứ pháp là sự kết hợp nhuần nhuyễn giữa Phật giáo và Tín ngưỡng dân gian qua câu chuyện nhà sư Ấn Độ và cô gái Man Nương. Những nữ thần nông nghiệp của người Việt cổ đã được Phật giáo hoá trở thành những vị Phật Bà, hay việc thờ các vị thần tự nhiên trong dân gian đã trở thành những vị thần Tứ Pháp để cầu mong mưa thuận gió hoà, sự sinh sôi nẩy nở của vạn vật.

## Khái quát về tín ngưỡng Tứ Pháp
Nền nông nghiệp Việt Nam cổ xưa được thể hiện qua câu tục ngữ: Nhất nước, nhì phân, tam cần, tứ giống. Như vậy nước là yếu tố quan trọng hàng đầu trong một nền nông nghiệp thuộc văn minh lúa nước. Nguồn nước chính phục vụ nông nghiệp vẫn đến từ mưa (Trông trời, trông đất, trông mây. Trông mưa, trông nắng, trông ngày, trông đêm), muốn có mưa thì phải có mây, trước khi có mưa thì phải có sấm chớp. Vì thế những vị thần tự nhiên của người Việt bản địa là thần mây, thần mưa, thần sấm, thần chớp như một nhu cầu tự nhiên của cư dân nông nghiệp Việt cổ.
Bốn vị Tứ pháp chính gồm:
- Pháp Vân (chủ quản mây)
- Pháp Vũ (chủ quản mưa)
- Pháp Lôi (chủ quản sấm)
- Pháp Điện (chủ quản chớp)

Những vị thần tự nhiên này đã dung hòa với giáo lý đạo Phật du nhập vào Việt Nam từ Ấn Độ để tạo thành các nhân vật tín ngưỡng đặc biệt, vừa là Phật vừa là Thần. Điều này thể hiện trước nhất ở tên gọi có chữ Pháp đứng trước hiện tượng tự nhiên (Vân, Vũ, Lôi, Điện) cho thấy các vị thần đã thuộc về Phật giáo.
Trong bốn vị Tứ Pháp thì Pháp Vân và Pháp Vũ là hai vị được thờ cúng rộng rãi nhất. Thông thường Pháp Vân được coi là chị cả, là vị Phật "lãnh tụ", đại diện cho cả Tứ Pháp.
Ngoài những ý tưởng xây nên học thuyết và giáo lý, tín ngưỡng Tứ Pháp có cả một hệ thống kiến trúc minh họa cho lý thuyết trên. Quần thể các chùa được xây ở khoảng cách địa lý gần nhau, cùng thờ một hoặc nhiều vị Tứ pháp hiện chỉ tồn tại trong vùng Đồng bằng Bắc Bộ, gọi là hệ thống chùa Tứ Pháp.

## Truyện Man Nương
Truyện Man Nương là tác phẩm văn học được xây dựng từ văn học dân gian truyền khẩu kể về Man Nương hay chính là kể về sự tích hình thành Tứ Pháp. Hiện nay có một số văn bản cổ ghi lại "truyện Man Nương" bao gồm:
- Man Nương truyện trong Lĩnh Nam Chích Quái của Trần Thế Pháp
- Ván khắc Cổ Châu Phật bản hạnh ngữ lục (Hán văn kèm diễn Nôm) viết tắt (trong chính ván khắc) là "Cổ Châu lục", khắc vào niên hiệu Cảnh Hưng thứ 13 (1752). Nội dung văn bản được xác định là có trước đó vì mô tả hội Dâu dưới thời Hồng Đức và gọi Trung Quốc là Đại Minh. Vì vậy văn bản có lẽ được soạn trong khoảng 1470 - 1644.[6][7]
- Ván khắc Cổ Châu Phật bản hạnh (văn vần lục bát chữ Nôm) viết tắt (trong chính ván khắc) là "Cổ Châu hạnh", niên hiệu Cảnh Hưng thứ 13 (1752), nội dung tương tự Cổ Châu hạnh.[7]
- Bài thơ trường thiên Pháp Vân cổ tự bi ký của Lý Tử Tấn được chép lại trong Toàn Việt thi lục và Kiến văn tiểu lục, cả hai đều do Lê Quý Đôn biên soạn[8].

Dù có khác biệt về tiểu tiết, tên gọi trong các tác phẩm, hay khác nhau giữa chính các bản chép của cùng một tác phẩm thì nội dung chính của "Truyện Man Nương" là tương đối giống nhau và có thể được tóm tắt như sau:
Dưới thời Sĩ Nhiếp, có một vị sư từ Ấn Độ là Khâu Đà La đến truyền đạo tại Luy Lâu. Có người con gái tên là A Man (Man Nương) theo học Phật pháp, phụ giúp các việc tại chùa. Một ngày nọ Man Nương ngủ quên trước cổng chùa, sư Khâu Đà La đi về không nỡ đánh thức bèn bước qua người. Sau đó Man Nương bỗng dưng có thai. Man Nương xấu hổ bỏ đi, rồi sinh ra được một bé gái liền bế đến trả sư. Sư Khâu Đà La khấn xin với cây rừng thì có một cây dung mở thân gỗ ra, sư đặt đứa bé vào trong, cây khép lại. Trước khi từ biệt, sư đưa cho Man Nương một cây trượng, dặn khi nào hạn hán thì cắm xuống đất. Đến năm đại hạn, Man Nương cắm gậy xuống đất thì có nước chảy ra, dân được nhờ ơn. Một năm mưa to gió lớn, cây dung thụ bị đổ trôi theo sông Dâu về đến thành Luy Lâu thì mắc lại ven bờ. Bao nhiêu người kéo lên cũng không được. Sĩ Nhiếp (hoặc Man Nương) đến làm lễ cho kéo cây dung lên bờ và chia làm bốn phần, tạc thành bốn pho tượng Phật. Khi cắt bên trong cây thì chỗ đặt đứa bé ngày xưa đã trở thành một khối đá. Bốn pho tượng gọi là Pháp Vân, Pháp Vũ, Pháp Lôi, Pháp Điện chia cho bốn chùa để thờ, cầu mưa rất linh ứng. Người ta gọi Man Nương là "Phật Mẫu" (mẹ của Phật). Ngày Man Nương mất, dân địa phương lấy làm ngày lễ, hằng năm cúng tế, mở hội.
Cây "dung thụ" (nguyên văn: 蓉樹) nhắc đến trong các văn bản nhằm chỉ một loài cây Si (chữ Hán:榕 - dung), thân gỗ thuộc Chi Sung, Họ Dâu tằm nên còn được dịch là cây (gỗ) Dâu, không phải cây (hoa) Phù dung (芙蓉) như nhiều bản dịch vẫn dịch nhầm chữ "dung" (蓉). Cái tên cây gỗ Dâu này gắn liền với vùng Dâu - Luy Lâu và tên của chùa Dâu.

## Tính chất Phật giáo trong truyện Man Nương Tứ Pháp

Tượng Pháp Điện (chùa Dàn)

Chuyện Man nương và Tứ Pháp vùng Dâu là câu chuyện cổ về Phật giáo thời kỳ đầu du nhập vào Việt Nam. Câu chuyện mang đậm chất thần bí của thể loại thần thoại Việt Nam với màu sắc tín ngưỡng dân gian nhưng lồng trong đó là những yếu tố Phật giáo rõ nét.
Phật giáo quan niệm "chư Pháp do duyên sinh" tức các khái niệm, sự vật như sông, núi, thần, mây, ý tưởng... là các pháp vốn do nhiều nhân duyên tạo thành dựa trên nền tảng chung của các pháp là Tính Không (đại diện bởi hình ảnh hòn đá Thạch Quang Phật). Các vị Phật, Bồ Tát muốn tạo lợi ích cho vô lượng chúng sinh có thể hóa ra cả các vị thần, trời, vua... để giúp đỡ họ. Xuất phát từ triết lý Phật giáo nên sau khi các vị thần bản địa được dung nạp vào hệ thống thờ tự của đạo Phật đã được gọi là Tứ Pháp chứ không còn là Tứ Thần nữa. Tên gọi của bốn ngôi chùa đầu tiên gắn liền với Tứ Pháp:  Thiền Định - Thành Đạo - Phi Tướng - Trí Quả, là ẩn dụ cho các giai đoạn tu tập Phật giáo chứ không phải tín ngưỡng thần linh.
Tuy cai quản các vấn đề tự nhiên như: Vân - Vũ - Lôi - Điện (mây, mưa, sấm, chớp) nhưng khái niệm Tứ Pháp khác với các Thần trong tín ngưỡng dân gian ở chỗ: nếu chư thần là cái gì đó thuộc vê tự nhiên có quyền năng ban phúc giáng họa thì Tứ Pháp là do Phật, Bồ Tát vì tâm đại bi hóa hiện ra để thỏa mãn các mong cầu của chúng sinh, tức Tứ Pháp cũng là giả danh mà bản thể căn bản là Từ Bi, Trí tuệ. Tóm lại Tứ Pháp là sự "Phương Tiện" biến hóa các Bồ Tát ra các Vị cai quản các hiện tượng tự nhiên để nhân dân cầu mưa, cầu mát chứ không phải các thần tự nhiên thâm nhập vào Phật giáo, tuy hình thức có điểm chung nhưng ý nghĩa lại khác xa nhau..
Tuy nhiên nếu xét về tổng thể các câu chuyện Phật giáo đặc biệt là Mật Tông (yếu tố nổi bật của dòng Tỳ Ni Đa lưu chi lấy chùa Dâu làm tổ đình) thì những câu chuyện lạ lùng như thế diễn ra quá nhiều, như tập chuyện 84 đại thành tựu giả Ấn Độ, Các vị chân sư Đại Thủ Ấn... thì chuyện Khâu Đà La, Man nương đất Dâu không có gì là đặc biệt. Câu chuyện chùa Dâu chỉ khó hiểu và ít liên quan Phật giáo khi người ta không hiểu được ý nghĩa ẩn dụ sâu xa trong nó, Phật giáo có vũ trụ quan sâu sắc và toàn diện ở đó,"Vạn Pháp " tức tất cả sự vật, hiện tượng, khái niệm đều là đối tượng của Phật giáo nên không có gì nằm ngoài. Sự thịnh hành của các tông Phái Mật Tông ở Việt Nam cũng gần như chấm dứt sau thời Trần, nên câu chuyện đậm màu Mật giáo này rơi vào khó hiểu thậm chí bị coi là nằm ngoài giáo lý Phật cũng là dễ hiểu.
Tất cả các câu chuyện Phật giáo dù ở 3 thừa; Nguyên Thủy, Đại Thừa, Kim cang thừa đều chỉ về con đường tu hành, lý nhân quả, cách mà Phật và các đạo sư chỉ cho đệ tử và người đọc thấy được cái "TÂM " của chúng ta nằm ở đâu, là cái gì và khi nhận ra nó thì nương theo nó mà tu hành. Với cốt lõi này chúng ta se thấy sự viên thông giữa các câu chuyện tưởng chừng xa lạ, đối lập nhau vẫn hòa chung vào nhau vì chúng là một phần của đời sống, nơi là "vạn pháp duy tâm tạo". ở nơi đây tất cả các chuyện về Thiền tông trung hoa, Zen nhật bản, Thiền uyển tập anh của Việt Nam hay 84 Đại Thành Tựu ấn độ (các vị chân sư đại thủ ấn), Chuyện về chư đạo sư Tây Tạng.... tất cả đều một mùi giải thoát, sự giống nhau vượt lên tất cả các yếu tố bên ngoài tưởng chừng chống trái.

### Ý nghĩa các tên gọi
Đây là 1 câu chuyện tuy nội dung thần bí, ẩn dụ sâu xa nhưng tên gọi các nhân vật, địa danh đều toát lên yếu tố Phật giáo.
- Phật giáo dù ở thừa nào (Nguyên Thủy, Đại thừa, Mật Tông) hay quốc gia nào (Ấn Độ, Tây tạng, Trung quốc, Việt nam, thái lan...) đều chung nhau 3 yếu tốt cốt lõi được gọi là Tam Vô Lậu học là Giới - Định - Tuệ, đó là cách nhìn nhận cơ bản nhất về Phật giáo mà không có tôn giáo nào có điểm này. Người theo đạo Phật sẽ quy y với Phật xin thọ Giới (nhưng điều không được làm và được làm) rồi lựa chọn Pháp môn (thiền, niệm phật....) để đạt được Định, rồi từ Định sẽ sinh ra Tuệ tức trí huệ, dẹp hết vô minh gốc rễ của sự luân hồi.
Chính câu chuyện man nương ngay đầu tiền cũng có bộ ba Giới - Định - Tuệ này. Định thì dễ nhận ra nhất chính là cư sĩ TU ĐỊNH, cha Man nương. Khâu Đà La là một vị đại sư chính là người có khả năng truyền giới cho đệ tử, cha man nương muốn làm đệ tử Phật bắt buộc phải thọ giới, đó là điều tiên quyết không thể không. Man Nương thì man có nghĩa là ngu si (vô minh), sau này đăc đạo được gọi là Phật Mẫu Man nương tức vô minh đã được chuyển thành Trí Tuệ (Phật mẫu) điều mà Đạo Phật hướng đến. Vậy chúng ta có bộ ba TAM VÔ LẬU HỌC:
GIỚI sinh ra ĐỊNH, ĐỊNH sinh ra TUỆ
Khâu đà la (giới sư) là Thầy cư sĩ Tu Định (Giới sinh ra Định), TU ĐỊNH là cha Phật Mẫu Man nương (Định sinh ra Tuệ).
- Ba vô lậu học cốt tủy đã có, vậy cái TÂM được ẩn dụ tên ai ? Tâm là chủ đề tìm kiếm của đạo Phật, Chân Tâm chính là Phật, chúng ta các chúng sinh bình phàm như con người, động vật ở nơi cái Tâm chưa tìm thấy ấy lại giống hệt đức Thích Ca Mâu Ni, chỉ có điều Phật đã nhận ra chân tâm, còn chúng ta tuy có mà chưa nhận ra giống như "xa tận chân trời gần ngay trước mắt". Ở đây chân tâm chính là Thạch Quang Vương Phật chính là cái cốt yếu tạo nên sự linh thiêng của 4 pho Tứ Pháp.
Thạch Quang Vương Phật là một cách gọi ẩn dụ của chân tâm như bao nhiêu cụm từ khác trong Phật giáo như: Tự tính Kim Cang, Chân Tâm, Bản Tính, Kim Quang Minh Tự Tính, Chân Kim sắc thân, Phật,....
Danh từ chỉ gọi khác nhau nhưng tính chất thì giống nhau mô tả về tâm là Rắn chắc, bất hoại, không thể chia tách... Ấn Độ dùng KIm cương làm ẩn dụ về sự rắn chắc bất hoại (thật ra kim cương vẫn bị kim cương cắt nhưng nó gần nhất với hình ảnh rắn chắc). Còn ở Việt Nam thì dùng chữ" Thạch " đá, trong văn hóa Việt Nam nôm na coi sắt và đá là 2 thứ biểu hiện cho sự rắn chắc, bền vững, giống như câu chuyện dân gian Việt nam về mặt dày do râu cứng không thể xuyên qua, khi hỏi ở đời có gì rắn chắc nhất, người đàn ông nói ngay là Sắt với Đá chứ còn gì nữa. Thạch Quang và Kim cương Tự tính là cách mà người ta nói về chân tâm rắn chắc.
Chữ Quang trong chữ Thạch Quang Vương Phật cũng là 1 chữ nổi tiếng hay xuất hiện trong Phật giáo như tên nhà sư Phật Quang thời Chử Đồng Tử. chữ quang này cũng xuất hiện trong tên các Phật bồ tát như: Dược Sư Lưu Ly Quang Vương Như Lai, Nhật Quang Bồ Tát, Nguyệt Quang Bồ Tát,Bảo Quang Như Lai,...các tên kinh và cụm từ: Kim Quang Minh, Phật Quang Phổ Chiếu, Quang Minh Tự Tính, Hào Quang, Trí Tuệ Quang....
Tại sao chữ Quang lại phổ biến, vì chữ Quang trong Phật giáo không phải đơn thuần là ánh sáng như ánh sáng của mặt trời mặt trăng... mà nó nêu biểu sự "sáng suốt rõ ràng " nêu biểu của Trí Tuệ sáng suốt thứ mà Phật giáo muốn chúng sinh đạt đến.
Chữ Vương ở đây cũng là chữ phổ biến, Vương này chỉ vua nhưng Phật giáo ám chỉ sự "Tối thắng " vượt lên trên tất cả, các cụm từ Phật giáo như; Đại Y Vương, Dược Vương Bồ tát, Dược Sư Lưu Ly Quang Vương Phật, Kim quang minh tối thắng vương kinh,....
Như vật ngay tên gọi Thạch Quang Vương Phật đã toát lên yếu tố mô tả về chân tâm bền chắc, sáng suốt mà chúng sinh bị tham sân si che mờ, tâm này ai trong chúng sinh đều có, tu Phật vốn để nhận rõ nó, và trong chuyện là Man nương, người được chỉ cách nhận ra nó.
- Tên bốn ngôi chùa Tứ Pháp thì quá rõ ràng đó là các cụm từ Phật giáo được sắp xếp theo trình tự như một thứ bản đồ hướng dẫn người tư tập:
Thiền Định Tự - Thành Đạo Tự - Phi Tướng Tự - Trí Quả Tự.
Từ nơi phương tiện tu tập là Thiền Định, hành giả nhận ra được con đường đi đến Đạo giác ngộ, rồi nhận ra Phi Tướng, Tướng không, hữu tướng bản thế, tính không... rồi đạt được Trí quả, quả vị trí huệ tối thắng. Không có bất cứ tôn giáo hay tín ngưỡng nào có các khái niệm, danh tự này giống Phật giáo.
- Còn tên Pháp Vân, Pháp Vũ,2 vị đứng đầu và quan trọng nhất của Tứ Pháp, ngự ở chùa chính cũng là tên địa thứ 10 của hàng Bồ Tát có tên là Pháp Vân Địa,Pháp Vân địa (zh. 法雲地, sa. dharmameghā bhūmi) (hay Pháp Vũ địa): Bồ Tát đạt Nhất thiết trí (sa. sarvajñatā), đại hạnh. Pháp thân của Bồ tát đã đạt tới mức viên mãn. Bồ Tát ngự trên toà sen với vô số Bồ Tát chung quanh trong cung trời Đâu-suất. Phật quả của Bồ Tát đã được chư Phật ấn chứng. Những Bồ Tát đạt cấp này là Di-lặc (sa. maitreya), Quán Thế Âm (sa. avalokiteśvara) và Văn-thù-sư-lợi (sa. mañjuśrī).
- Chữ 'Pháp" hay dùng cho bốn vị được coi chủ quản Mây, mưa, sấm, chớp cũng không giống cách người ta gọi các thần mây mưa sấm chớp. Mà tên gọi này xuất phát từ khái niệm các Pháp (tất cả sự vật hiện tượng, khái niệm kể cả mây mưa sấm, sét đều gọi là các Pháp)
"Chư Pháp do duyên sinh, Pháp Diệt nhân duyên diệt, thị chư pháp nhân duyên Phật Đại sa môn thuyết"
"Vạn pháp nhất thiết duy tâm tạo"
Khái niệm các Pháp do tâm tạo và dùng chữ Pháp để gọi chung các khái niệm, sự vật... là điều chỉ Phật giáo mới có.

### Ý nghĩa nội dung cốt truyện
Và nếu trùng trùng các ngôn tự Phật giáo như vậy thì có đúng chuyện Man nương chùa Dâu là truyền thuyết nôm na kiểu dân gian về các thần tự nhiên được Phật giáo thu nạp hay không?, chắc chắn là không. Phật giáo lan tỏa ra vô số vùng miền và có chấp nhận một số thần thánh địa phương làm hộ pháp,(họ cũng như các Phật tử ở cảnh giới thần thánh nhưng quy y giúp đỡ Phật như các vua chúa, người thế lực bảo trợ Phật giáo) Nhưng giáo lý Phật thì ở đâu cũng không thay đổi.
Câu chuyện Man nương cũng vậy, quanh quẩn cũng là người Thầy giúp đệ tử nhận ra cái tâm và người đệ tử ý đó là tu hành để "Minh Tâm Kiến Tính " trở nên dần toàn thiện và thành Bồ Tát Phật rồi cứu giúp chúng sinh thoát khổ tương đối và tuyệt đối, giúp chúng sinh cũng đạt giác ngộ hoặc thỏa mãn nhưng mong cầu thế tục để bớt khổ, dễ tu như cầu tài, cầu mưa, cầu mát, cầu con cái, sức khỏe,....
- Khâu Đà La cao tăng sang Việt nam truyền pháp, rồi bước qua người Man nương: đây là cách truyền pháp kiểu lạ lùng chỉ có thầy và trò biết, giống Tâm truyền tâm của thiền tông, rồi có thể đánh đập,... một số cũng có ẩn dụ trong hoạt động tính dục như ở các chuyện Mật tông ấn độ(dĩ nhiên các hoạt động thực sư là thanh tịnh vô nhiễm) nhưng suy cho cùng đó là pháp khó hiểu mà chỉ thầy và trò biết, nói dễ hiểu sẽ giống chuyện Tu bồ đề đánh vào Tôn Ngộ Không ba cái rồi khoát tay bỏ đi, Tôn hiểu rằng canh ba đến phòng thầy.
- Man nương tự động mang thai: ám chỉ sau khi thọ pháp thì âm thầm tu hành, thai nhi trong bụng cũng như Phật Tính dần dần tăng trưởng rồi hiển lộ....(chùa Thiền Định - Chùa Dâu)
- Man nương sinh con rồi đem trả Thầy: đây là lúc hành giả đạt Chứng Ngộ và đem trình lên thầy ấn chứng, đây là điều bắt buộc với các Thiền sư, người tu phải được ấn chứng mới có thể biết được mình đạt Đạo hay chưa (Thành Đạo Tự- chùa Đậu)
- Khâu đà la đem đứa con bỏ vào Cây dung thụ: chỉ cho biết tâm không chỉ ở trong người mà còn tất cả vạn pháp cũng do tâm tạo, các pháp như cây cỏ.... vốn toàn là Tánh Không (Phi tướng tự - chùa Tướng)
- Khi thấy vạn pháp do tâm tạo thì sẽ tự tại, biến hóa vô lượng (Ngộ Không, ngộ ra Tánh không thì có thần thông quảng đại), có Trí huệ thì có thể làm được vô số điều mà người đời gọi là thần diệu, chuyện làm mưa, gió... cũng chỉ là một phần trong số đó.(Trí Quả Tự - chùa Dàn).
- Hình ảnh cây dung thụ đổ: cũng là lúc đạt trí tuệ thì gốc rễ vô minh, tham sân si bị đánh bật, gốc rễ luân hồi bị đánh bật...
- Cây dung thụ ban đầu chỉ là cây bình thường sau mang em bé của Khâu đà la mới tạc thành tượng Tứ Pháp linh thiêng và Thạch Quang Phật cũng không rời Tứ Pháp cho thấy đạo lý: tất cả do Tâm tạo, linh thiêng hay không linh thiêng vốn do Tâm (đá Thạch Quang) tạo nên, các vị chủ quản Mây mưa sấm sét cũng do Tâm tạo nên, tin là thiêng thì thiêng.

### Tứ Pháp và Tứ Vô Lượng Tâm
Tứ Pháp chùa Dâu vốn được cho là có quyền năng tạo ra mây mưa, sấm sét cho dân được mùa no đủ, điều này có phải giống với thần dân gian không? thực tế trong Phật giáo cũng có các vị tu hành có nhiều công đức trí tuệ, hạnh nguyện sâu xa có thể hóa ra các vị thỏa mãn sự mong cầu cho chúng sinh, các vị đó gọi là các vị Bồ Tát, họ có thể cho chúng sinh nưong tựa cầu tai quan nạn khỏi, hết bệnh, cầu tiền, cầu con, cầu mưa, cầu tạnh....
Nhưng họ vẫn khác thần thánh thế tục ở chỗ họ làm các phương tiện thỏa mãn cho chúng sinh để chúng sinh nhất thời thoát lo âu để nếu đủ duyên sẽ dễ tiến tu đạo quả, cũng không vì khổ mà tạo nhiều điều ác.
Hai vị được thờ cúng rộng rãi và chính yếu để cầu mưa của tứ Pháp là Pháp Vân, Pháp Vũ như đã nói là trùng tên với địa thứ 10 của hàng Bồ Tát.
Ngoài ra hình ảnh Tứ Pháp còn tương ứng với một chủ đề quan trọng trong Phật giáo Đại thừa đó chính là Tứ Vô lượng Tâm: Đại Từ, Đại Bi, Đại hỷ, Đại Xả.
- Từ, đại từ: mong muốn chúng sinh được sung sướng, như đám mây che mát tất cả chúng sinh, che chở khỏi khổ đau - Đám mây Pháp Vân.
- Bi, Đại Bi: Lòng thương xót chúng sinh, muốn chúng sinh thoát khỏi cảnh khổ, được đại biểu bằng mưa, giống như giọt nước mắt - Pháp Vũ, điều này tương đồng trong tín ngưỡng Việt về thoải Phủ, các vị thánh thuộc Nước thường có truyện tích buồn dễ khóc.
- Hỷ, Đại Hỷ: Tự mình vui mừng thay cho kẻ khác khi họ làm được điều thiện, thành công, hạnh phúc - Tiếng Sấm - Pháp Lôi, Người việt có câu ca dao ' Lúa chiêm lấp ló đàu bờ / hễ nghe tiếng sấm phất cờ mà lên " ở Nghệ an hiện còn dân tộc ơ đu có lễ hội Mừng tiếng Sấm, người Thái cũng mừng tiếng sấm đầu năm.
- Xả, Đại Xả: sự xả ly khỏi các bán chấp; mọi sự trên đời như giấc mộng, như tia chớp lóe lên rồi vụt tắt, có hình đấy mà không có thực chất không thể nắm giữ, mà không năm giữ thì phải xả ly, buông bỏ mọi bám chấp - Tia sét - Pháp Điện.

## Sự kết hợp tín ngưỡng bản địa Việt Nam và Phật giáo Ấn Độ
Hệ thống tín ngưỡng Tứ Pháp là sự kết hợp hài hòa giữa tín ngưỡng bản địa của Việt Nam và giáo lý đạo Phật được du nhập từ Ấn Độ. Vùng Dâu - Luy Lâu, thủ phủ của Việt Nam thời Sĩ Nhiếp được xác định là nơi đầu tiên Phật giáo được truyền vào Việt Nam và Tứ Pháp chính là kết quả của sự giao lưu đầu tiên giữa các tín ngưỡng dân gian vốn có với một tôn giáo ngoại lai từ Ấn Độ.
Trước khi Phật giáo có mặt, sinh hoạt tín ngưỡng của người Việt cổ vùng sông Dâu còn mang tính chất mẫu hệ đậm nét. Hình tượng Man Nương (trong tiếng Việt cổ, các từ "man", "mèn", "mế", "mẹ" đều chỉ bà Tổ Mẫu), Bà Dâu, Bà Đậu, Bà Tướng, Bà Dàn là những "bà mẹ văn hóa" của tộc Dâu.
Khi Phật giáo truyền vào Việt Nam và đã củng cố giáo lý thì những vị thần được người Việt tôn thờ đã được tiếp nhận vào hệ thống tư tưởng và Phật điện của một nhánh tôn giáo mới là Phật giáo Việt Nam. Đó là quá trình bản địa hóa giáo lý đạo Phật, đồng thời tiếp thu hệ thống thần linh bản địa, tạo cho những vị thần này bộ mặt Phật giáo và ngược lại Phật giáo có một bộ mặt bản địa.
Cô gái trẻ Man Nương là một biểu tượng cho sự đồng trinh, để việc sinh sản, hòa hợp âm dương được thực hiện một cách linh thiêng, còn trinh nguyên mà sinh ra được một vị Phật, gọi là Thạch Quang Phật. Trong Chỉ nam ngọc âm giải nghĩa vẫn còn nhắc đến chi tiết: "Thạch Phật bụt đá giống thầy Đà La".
Thạch Quang Phật là hình ảnh thể hiện sự dung hợp giữa tục thờ đá của người Việt cổ với Phật giáo.. Quan hệ Man Nương - Khâu Đà La huyền thoại hóa tính giao thiêng liêng diễn đạt sự kết hợp hai dòng tín ngưỡng phồn thực Việt - Ấn. Thạch quang Phật hỗn dung hòn đá thiêng (tục thờ đá) với linga (dạng phồn thực của Siva giáo). Nhà nghiên cứu George Coedès trong tác phẩm "Các quốc gia bị Ấn Độ hóa ở Đông Nam Á" (The Indianized states of Southeast Asia) cho rằng hiện tượng này kết hợp với ảnh hưởng của Siva giáo gọi là tín ngưỡng Siva-Buddha.

## Tứ Pháp trong tư liệu thành văn

### Văn học sử
Văn bản Cổ Châu Phật bản hạnh ngữ lục (Cổ Châu lục) khắc trên ván gỗ bằng hai thứ chữ: Hán - Nôm, còn lưu trữ tại chùa Dâu đến nay là nguồn tư liệu gốc có giá trị về lai lịch cũng như những sự linh ứng của Tứ Pháp trong suốt hàng nghìn năm lịch sử từ thời Bắc Thuộc cho đến thời Lê Sơ:
- Thời Tam Quốc, Đào Hoàng làm Thứ sử Giao Châu (thuộc nhà Đông Ngô), phục sự linh thiêng của Phật, sai đắp đàn canh giữ tượng, trùng tu cả bốn ngôi chùa tại Luy Lâu.
- Thời Đông Tấn, Tấn Minh Đế nghe tiếng Tứ Pháp linh thiêng nên sai Thứ Sử Giao Châu Đào Khản mang quân lính đến kéo tượng Pháp Vân về kinh đô Kiến Khang. Khản sai lực sĩ đến kéo, kéo không được, lại sai 1000 lực sĩ cũng kéo không được, sai 3000 lực sĩ kéo về, đi giữa đường đến Long Pha, chúng kiệt sức ngã gãy chân tay nhiều. Khản thắp hương lễ tạ xin kéo trả về chỗ cũ tượng lại nhẹ tênh. Từ đó tiếng linh thiêng càng lừng lẫy.
- Thời Tùy, Lưu Phương đến chùa Tứ Pháp yết bái để thoả sự mong mỏi.

Tượng Tứ Pháp cũng đã được nhắc đến nhiều lần trong chính sử như Đại Việt sử ký toàn thư. Những chi tiết được ghi lại thể hiện tín ngưỡng dân gian đã kết hợp hoàn toàn với Phật giáo Việt Nam thời Lý.
Vua Lý Nhân Tông và triều đình cho đưa tượng về Thăng Long để cầu đảo:
| “                                                     | Quý Sửu, Thái Ninh năm thứ 2 (1073), [Tống Hy Ninh năm thứ 6]. Bấy giờ mưa dầm, rước phật Pháp Vân về kinh để cầu tạnh. | ” |
| — Đại việt sử ký toàn thư, Bản kỷ thực lục, Quyển III | |   |

Vua Lý Thần Tông cho đưa tượng Phật Pháp Vân về chùa Báo Thiên để cầu mưa:
| “                                                     | Đinh Tỵ, Thiên Chương Bảo Tự năm thứ 5 (1137), [Tống Thiệu Hưng năm thứ 7]. Vua ngự đến chùa Báo Thiên, làm lễ Phật Pháp Vân để cầu mưa. Đêm ấy mưa to. | ” |
| — Đại việt sử ký toàn thư, Bản kỷ thực lục, Quyển III | |   |

Vua Lý Cao Tông thân hành đến tận chùa Dâu để làm lễ và rước tượng Phật về kinh:
| “                                                    | Mậu Thân, Thiên Tư Gia Thuỵ năm thứ 3 (1188), [Tống Thuần Hy năm thứ 15]. Mùa hạ, tháng 5, đại hạn. Vua thân ngự đến chùa Pháp Vân ở Duềnh Bà để đảo vũ, nhân rước tượng phật Pháp Vân về chùa Báo Thiên. Buổi đầu bản triều (tức nhà Lê) vẫn còn theo tục cũ này. | ” |
| — Đại việt sử ký toàn thư, Bản kỷ thực lục, Quyển IV | |   |

Tục lệ rước tượng Phật về kinh này còn đến tận đầu thời Lê, dưới thời Lê Nhân Tông:
| “                                                    | Mậu Thìn, Thái Hòa năm thứ 6 (1448) [Minh Chính Thống năm thứ 13] Sai Thái úy Lê Khả đến xã Cổ Châu rước tượng Phật Pháp Vân về chùa Báo Thiên ở kinh thành. Xuống chiếu cho các nhà sư tụng kinh cầu đảo. Vua và hoàng thái hậu cùng đến làm lễ. | ” |
| — Đại việt sử ký toàn thư, Bản kỷ thực lục, Quyển XI | |   |

### Thi ca
Trong tập thơ Hồng Đức quốc âm thi tập có một loạt bài thơ vịnh chùa Pháp Vân với niềm tin rõ ràng từ vua tới dân vào sự linh ứng của Phật Pháp Vân. Những bài thơ Nôm này minh chứng rằng Phật giáo dưới thời Lê vẫn phát triển mạnh mẽ và thể hiện rõ nét tính dân tộc, nhằm đối kháng lại nền Phật giáo của nhà Minh đưa sang.
Văn khắc Cổ Châu Phật bản hạnh (Cổ Châu hạnh) là bản dịch chữ Nôm của "Cổ Châu lục". Trong Cổ Châu hạnh đã có những đoạn mô tả cảnh rước phật Pháp Vân dưới thời Lê Thánh Tông rất sinh động và đầy màu sắc theo hình thức thơ Nôm hay còn gọi là "kể hạnh" ở lễ hội chùa Dâu:
| “ | Đến đời Hồng Đức niên gian Dựng làm lễ hội đưa con lên chùa Tán vàng tán tía khoe đua Bụt Ả là chị lên chùa đưa con Người ta sum họp dư muôn Cờ bằng bươm bướm tiến lên rợp đường Gác cao chuông gióng tiếng vang Hai bên phố xá tựa đường tiên bay Phát hành ba tiếng lớn thay Cờ vàng tán tía nghiêm thay Bụt Dì Người ta xem hội đà ghê Bà Út con họ hội lề đua nhau Được mùa ai cấm ai đâu Việt Nam đón hội chùa Dâu dậy dàng | ” |

Cuối thế kỉ XVI, tác phẩm Việt sử diễn âm (tác giả khuyết danh) bằng chữ Nôm còn nhắc đến Tứ Pháp:
| “ | Siêu Loại có làng Cổ Châu Làm bốn tượng Phật nhẫn sau còn truyền Hiệu là Pháp Vũ, Pháp Vân Pháp Lôi, Pháp Điện còn truyền đến nay. | ” |

Một bài thơ Nôm khác được cho là của chúa Trịnh Căn có tên Ngự đề Pháp Vân tự thi (kí hiệu N°7880 tại Thư viện Viện nghiên cứu Hán Nôm) khắc ngày mồng 9 tháng 10 niên hiệu Vĩnh Thịnh thứ 14 (1718).
| “ | Vô biên công đức dậy lừng danh, Bỡ ngỡ hồ thiên cảnh tú thanh. Ngọc thỏ một vừng in địa trục, Bàn long đội thế mở đồ tranh. Cầm thung gió cuốn khi tuyên pháp, Hoa báu mưa rây thuở diễn kinh. Tiết gặp thăng bình nhân thưởng ngoạn, Tuệ quang hay được khí chung linh. | ” |

## Hình thức tượng Tứ Pháp
Phật giáo Ấn Độ căn bản đều thờ các hình tượng nam. Ngay như Quan Âm cũng là nam. Khi truyền vào Trung Quốc, Việt Nam thì hình tượng Phật được "nữ hoá". Việt Nam và Trung Quốc có tục thờ các bà mẹ, gọi là thờ mẫu. Nếu không kể Tứ pháp thì Việt Nam cũng có Tín ngưỡng thờ Mẫu Tam Phủ: Mẫu Thượng Thiên, Mẫu Thượng ngàn, Mẫu Thủy Cung. Phật giáo Ấn Độ nhập với tín ngưỡng bản địa mà có sự phân hoá: Thánh Mẫu Thượng Thiên nhập vào Quan âm thị giả, hay Quan âm vô uý; Thánh Mẫu Thượng Ngàn thành Quan âm toạ sơn; Thánh Mẫu Thủy Cung thành Quan âm Nam Hải. Đó là hiện tượng cộng hình tượng nam với hình tượng nữ, Phật cộng với Man Nương ra hình tượng Phật mẫu Man Nương. Điều này cũng khẳng định dấu ấn bản địa Việt Nam của một giai đoạn mẫu hệ còn tồn tại. Cho đến bây giờ vẻ đẹp của tượng Phật Việt Nam vẫn là vẻ đẹp nữ, chứ không phải vẻ đẹp nam. Vì thế những tượng Phật Tứ Pháp ở chùa Dâu rất nữ tính, đôi tay và ngực rất nõn nà, đẹp gợi cảm.
Các tượng Tứ Pháp còn tồn tại đến nay đa số là tạc lại vào thế kỷ 17-18, được gọi là các "Bà" nhưng tượng không hề ảnh hưởng của Tín ngưỡng thờ Mẫu Tam, Tứ Phủ vốn rất phát triển giai đoạn này mà vẫn giữ được những nét cổ kính như khuôn mặt của phụ nữ Ấn Độ, dáng cao to. Một điểm chung của tượng Tứ Pháp là đầu "bụt ốc" tức tóc xoăn bện lại như các pho tượng Phật. Đây là hình ảnh khác xa với tên gọi các "bà" hay hình ảnh mẫu, nữ thần cùng thời. Mặc dù phần đầu các pho tượng Tứ Pháp được tạc giống như chư Phật nhưng các tượng này thường là tượng sơn tuyền một màu son chứ không thếp vàng như tượng Phật.

### Bộ tượng Phật Tứ Pháp vùng Dâu - Luy Lâu
Hệ thống tượng Tứ Pháp vùng Dâu - Luy Lâu gồm bốn pho tượng: Pháp Vân, Pháp Vũ, Pháp Lôi, Pháp Điện. Các pho tượng thuộc loại hình điêu khắc tượng tròn, tư thế tọa thiền trên tòa sen và đều có cấu trúc tổng thể gồm hai phần: Phần tượng và phần bệ tượng nhưng là một thể thống nhất, cả hai hợp lại mới tạo thành một tác phẩm nghệ thuật hoàn chỉnh. Cả 4 pho tượng Tứ Pháp đều được tạo tác vào thế kỉ XVIII bằng chất liệu gỗ có sơn phủ và đang được lưu giữ tại hệ thống các chùa thờ Tứ Pháp ở huyện Thuận Thành là: Chùa Dâu, Chùa Tướng thuộc xã Thanh Khương và chùa Dàn thuộc xã Trí Quả.
Về mặt nghệ thuật, cách tạo tượng Tứ Pháp giống với dòng tượng Ấn Độ - Khơ-me. Nghệ thuật tạo tượng vẫn bảo lưu đậm nét cách tạo hình của Phật giáo Ấn Độ nguyên thủy được các nhà sư Ấn Độ đưa sang. Bốn tượng Tứ Pháp đều cởi trần, quấn xà rông, nhân tướng theo kiểu Ấn Độ, mũi cao, lõ. Tuy nhiên, thân hình là Phật mẫu nên mang vẻ đẹp gợi cảm của người phụ nữ, rất đặc biệt và độc đáo. Đây là những tác phẩm nghệ thuật Phật giáo mang màu sắc Việt Nam.
Hệ thống tượng Tứ Pháp vùng Dâu còn thể hiện quá trình phát triển của Phật giáo Đông Nam Á. Các nhà nghiên cứu cho rằng Luy Lâu là trung tâm Phật giáo xuất hiện sớm nhất trong ba trung tâm Phật giáo khởi thủy ở Đông Á và Đông Nam Á là: Luy Lâu (Việt Nam), Bành Thành và Lạc Dương (Trung Quốc). Điều đáng chú ý là trung tâm Phật giáo Luy Lâu không phải bắt nguồn từ Trung Hoa mà lại bắt nguồn từ Ấn Độ và mang đậm dấu ấn của Phật giáo Ấn Độ.
Ngày 25 tháng 12 năm 2017, Thủ tướng Chính phủ ký Quyết định số 2089/QĐ-TTg công nhận 24 bảo vật quốc gia trong đó có Bộ tượng Phật Tứ Pháp vùng Dâu - Luy Lâu.

## Hệ thống Thần điện Tứ Pháp và các nhân vật liên quan
| Tên              | Phong hiệu/ danh tính                            | quan hệ với Tứ Pháp              | niên đại xuất hiện | ghi chú |
| ---------------- | ------------------------------------------------ | -------------------------------- | ------------------ | --- |
| Bà Dâu           | Pháp Vân                                         |                                  | Thế Kỷ 2           | |
| Bà Đậu           | Pháp Vũ                                          |                                  | Thế Kỷ 2           | |
| Bà Tướng         | Pháp Lôi                                         |                                  | Thế Kỷ 2           | |
| Bà Dàn           | Pháp Điện                                        |                                  | Thế Kỷ 2           | |
| Thạch Quang      | Thạch Quang Vương Phật                           | em gái                           | Thế Kỷ 2           | Tảng đá trong cây Dung Thụ, Nêu biểu "Tự Tính kim cương bất hoại" Phật tính, từ đó khởi lên vạn Pháp, trong đó có Tứ Pháp - Mây, Mưa, Sấm, Sét. |
| Man Nương        | Phật Mẫu                                         | mẹ                               | Thế kỷ 2           | |
| Khâu Đà La       |                                                  | cha                              | Thế kỷ 2           | Người đầu tiên mang Phật giáo đến Việt Nam,và là thầy của Man Nương |
| Bà Keo           |                                                  | em út/ một hóa của Pháp Vân      |                    | khi khắc xong 4 pho Tứ pháp, còn 1 mẩu gỗ xấu, thợ họ Đào đã khắc thêm tượng bà Keo |
| Bà Đanh          | Pháp Phong                                       | Biến thể đặc biệt của Tứ Pháp    |                    | Bà được thờ ở chùa Bà Đanh, Hà Nam, có sắc phong của vua thời Thành Thái và Khải Định là Đại Thánh Pháp Phong Tôn thần (trước bảng giới thiệu ghi rõ là pháp phong ko hiểu sao cạo đi thành bằng vân/vũ), một bức đại tự trong chùa Bà Đanh ghi là “Danh tề Tứ Pháp ” (sánh ngang tứ pháp) Trên núi Gôi, thị trấn Gôi, Vụ Bản, Nam Định cũng có đền thờ Pháp Phong. Chùa Hạ Kỳ (Nghĩa Thịnh, Nghĩa Hưng, Nam Định) thờ Tứ Pháp, với thứ tự được tôn vinh là: nhất Phong, nhì Vũ, tam Vân, tứ Điện. Một nhà nghiên cứu trong một cuốn sách cũng hai lần nói đến Pháp Phong |
| Pháp Thông       | Đại thánh Pháp Thông Vương Phật - Tứ Pháp Trưởng | Là một mô típ giống với tứ Pháp, | thế kỷ 13          | bà được thờ ở chùa Dàn Xuân Quan gần chùa của Pháp Điện, bà là 1 nữ hành giả Phật giáo thế kỷ 11, đệ tử của Từ Đạo Hạnh, là người vùng Dâu tu hành đắc đạo |
| Vợ chồng Tu Định |                                                  | Ông bà ngoại                     | Thế kỷ thứ 2       | cha mẹ của Man Nương, cư sĩ tư Phật giáo theo Khâu Đà La |
| Sỹ Nhiếp         | Sỹ Vương Tiên                                    |                                  | Thế Kỷ thứ 2       | người cho khắc tượng tứ Pháp |
| Tỳ Ni Đa Lưu Chi |                                                  | trụ trì chùa Dâu                 | thế kỷ thứ 9       | |
| Bà Trắng         | Bà Chúa Ghênh / Thái phi Trịnh Thị Ngọc Chử      | em nuôi Tứ Pháp                  | thế kỷ 17/18       | Cúng Ruộng và xây chùa nên được bầu làm Hậu Phật |
| Bà Đỏ            | Bà vú Khe / Nguyễn Thị Cảo                       | em nuôi Tứ Pháp                  | thế kỷ 17/18       | Cúng Ruộng và xây chùa nên được bầu làm Hậu Phật |

## Hệ thống tự viện thờ tự

### Nhóm Tứ Pháp Bắc Ninh
Hệ thống Tứ Pháp nguyên thủy và đầy đủ nhất nằm ở vùng Dâu nay thuộc thị xã Thuận Thành, Bắc Ninh:
- Chùa Dâu (tên chữ là Diên Ứng, Cổ Châu, Thiền Định) ở phường Thanh Khương, thị xã Thuận Thành, thờ Pháp Vân, còn gọi là Bà Dâu
- Chùa Đậu tên chữ là Thành Đạo tự ở xã Thanh Khương và phường Hà Mãn, thờ Pháp Vũ, còn gọi là Bà Đậu
- Chùa Tướng (chùa Phi Tướng) tên chữ là Phi Tướng Đại Thiền tự ở phường Thanh Khương, thị xã Thuận Thành, thờ Pháp Lôi, còn gọi là Bà Tướng
- Chùa Dàn (chùa Dàn Câu) tên chữ là Trí Quả tự nằm ở thôn Phương Quan, phường Trí Quả, thờ Pháp Điện, còn gọi là Bà Dàn
- Chùa Tổ tên chữ là Phúc Nghiêm tự thờ Man Nương, mẹ của Tứ pháp.

Chùa Đậu ở Bắc Ninh đã bị phá hủy trong kháng chiến chống Pháp, nên pho tượng Pháp Vũ đem về thờ chung trong chùa Dâu. Ngoài ra còn có Chùa Huệ Trạch (Chùa Dàn Xuân Quan) cũng ở phường Trí Quả, gần chùa Trí Quả, chùa này thờ Pháp Thông Vương Phật trưởng quản Tứ Pháp. Cũng tại chùa Xuân Quan, năm 2004 người ta phát hiện tấm bia cổ nhất Việt Nam được biết đến gọi là Bia "Xá Lợi Tháp Minh", nói về việc vua Tùy Văn Đế cấp xá lợi cho chùa Thiền Chúng ở Giao Châu.

### Nhóm Tứ Pháp ở Hà Nội
- Chùa Keo (Sùng Nghiêm) nằm ở xã Kim Sơn, huyện Gia Lâm thờ Pháp Vân, nên gọi là bà Keo
- Chùa Nành (Ninh Hiệp) xã Ninh Hiệp thờ Pháp Vân, gọi là bà Nành
- Chùa Sét (Đại Bi) nằm ở thôn Giáp Lục, xã Thịnh Liệt, huyện Thanh Trì (nay là phường Tân Mai, quận Hai Bà Trưng), thờ cả Tứ Pháp
- Chùa Đậu (Thường Tín) thờ Pháp Vũ

Ngoài ra ở Thanh Trì có chùa Pháp Vân, chùa Pháp Vũ.

### Nhóm Tứ Pháp ở Hưng Yên
Xã Lạc Hồng:
- Chùa Thái Lạc thờ Pháp Vân
- Chùa Hồng Cầu thờ Pháp Vũ
- Chùa Nhạc Miếu thờ Pháp Lôi
- Chùa Hồng Thái thờ Pháp Điện

Xã Lạc Đạo
- Chùa Thôn Cầu thờ Pháp Vân
- Chùa Hoằng thờ Pháp Vũ
- Chùa Hướng Đạo thờ Pháp Lôi
- Chùa Tân Nhuế thờ Pháp Vân

### Nhóm Tứ Pháp ở Hà Tây (cũ)
- Chùa Pháp Vân (xã Văn Bình, huyện Thường Tín) thờ Pháp Vân
- Chùa Văn Hội (xã Văn Bình, huyện Thường Tín) thờ Pháp Lôi
- Chùa Đậu (Hà Nội) (chùa Thành Đạo, xã Nguyễn Trãi, huyện Thường Tín) thờ Pháp Vũ
- Chùa Pháp Vũ (xã Yên Sở, huyện Hoài Đức)

### Nhóm Tứ Pháp ở Hà Nam
- Chùa Quế Lâm (chùa Bến, nên gọi là bà Bến), chùa Do Lễ, chùa Thôn Bốn, chùa Tiên thờ Pháp Vân
- Chùa Trinh Sơn, chùa Đặng Xá, chùa Bảo Sơn (chùa Bà Đanh) thờ Pháp Vũ (nên gọi là bà Đanh)
- Chùa Nứa thờ Pháp Lôi
- Chùa Bầu thờ Pháp Điện (gọi là bà Bầu)

Các chùa khác như chùa Quyển Sơn (Thi Sơn, Kim Bảng), chùa Thanh Nộn, chùa Phú Viên, chùa và đình làng Lạt Sơn (xã Thanh Sơn, huyện Kim Bảng), chùa Chanh Thôn (Văn Xá, Kim Bảng) có phối tự thờ Tứ Pháp trong thần điện. Tại Hà Nam, Tứ Pháp đã được gọi bằng những cái tên nôm na thân mật. Dân làng Đanh Xá gọi Pháp Phong (gió) là bà Đanh (chùa Bà Đanh), dân làng Quế Lâm gọi Pháp Vân là bà Bến (chùa Quế Lâm), dân thành phố Phủ Lý gọi Pháp Điện là bà Bầu (chùa Bà Bầu)...
Một số vị trí thờ Pháp Phong
Chùa Bà Đanh ở Hà Nam thờ Pháp Phong (không biết tại sao trước đây bảng giới thiệu người ta vẫn ghi rõ là Pháp Phong, giờ bị gạch bỏ đổi thành vân). Trên núi Gôi (thị trấn Gôi, Vụ Bản, Nam Định) cũng có đền thờ Pháp Phong (ý kiến của PGS. TS. Trần Lâm Biền). Chùa Hạ Kỳ (Nghĩa Thịnh, Nghĩa Hưng, Nam Định) thờ Tứ Pháp, với thứ tự được tôn vinh là: nhất Phong, nhì Vũ, tam Vân, tứ Điện. Một nhà nghiên cứu trong một cuốn sách cũng hai lần nói đến Pháp Phong (Trần Lâm Biền, Con đường tiếp cận lịch sử, NXB Văn hoá Thông tin, H, 2013, tr. 48, 291)...
Ghi chú
Trong các chùa thờ những nữ thần này, tượng của các nữ thần được tạc với kích thước to lớn hơn rất nhiều so với các tượng Phật. Hệ thống chùa Tứ pháp là chứng tích cho sự kết hợp giữa Phật giáo với các tín ngưỡng dân gian có nguồn gốc nguyên thủy ở Việt Nam.